# Park
För andra betydelser, se Park (olika betydelser).

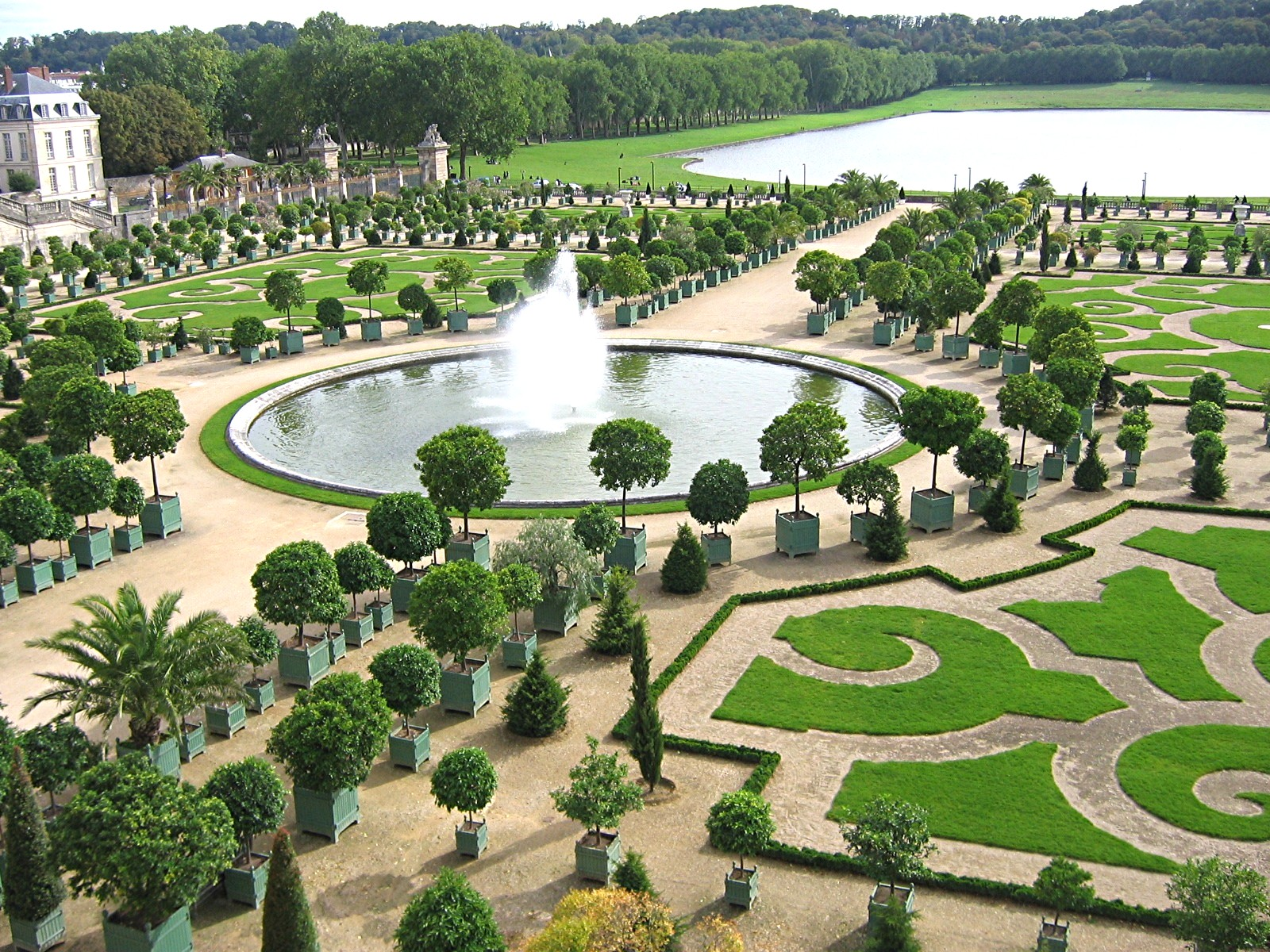
Barockparken i Slottet i Versailles

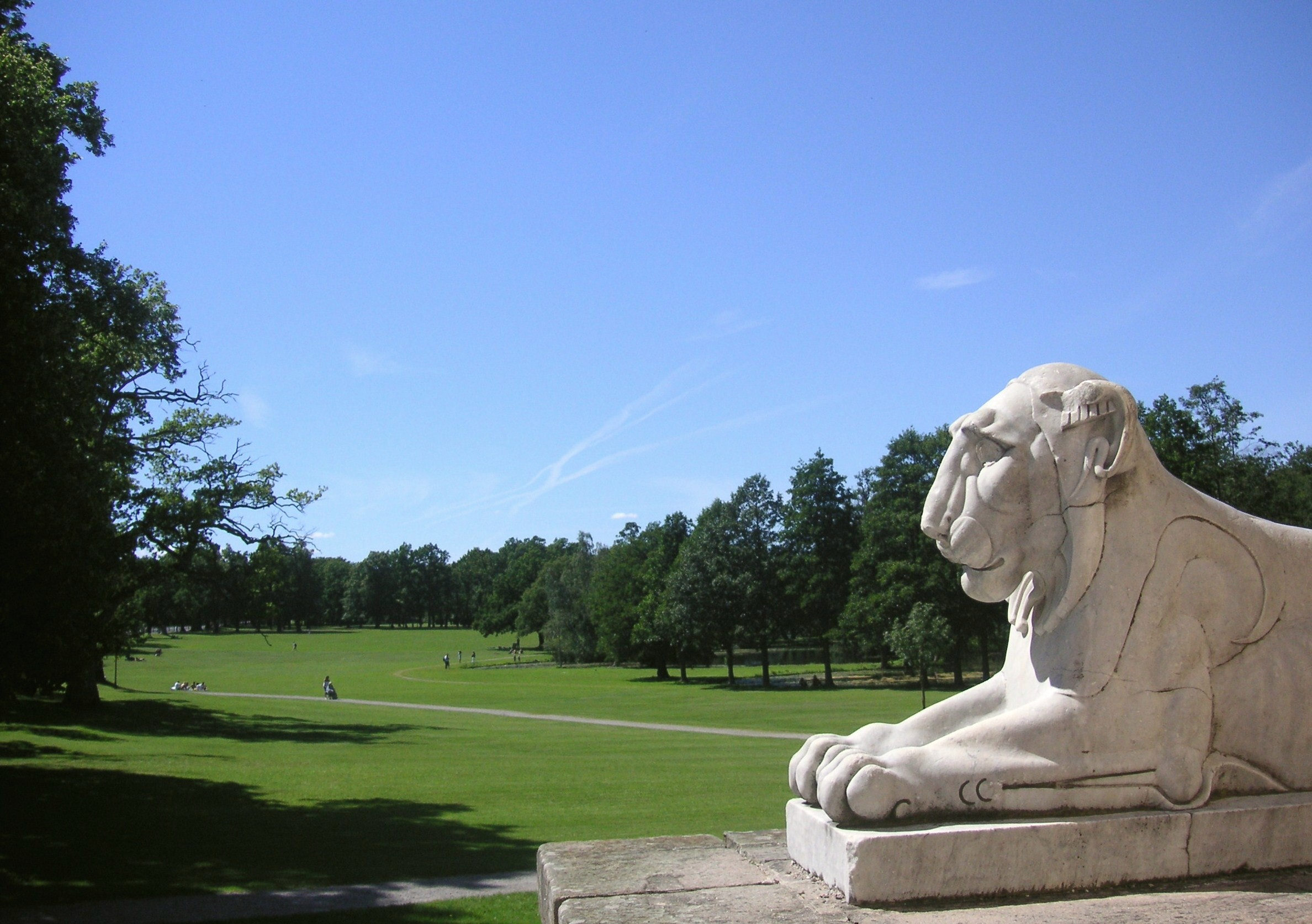
Engelska parken i Drottningholms slottspark

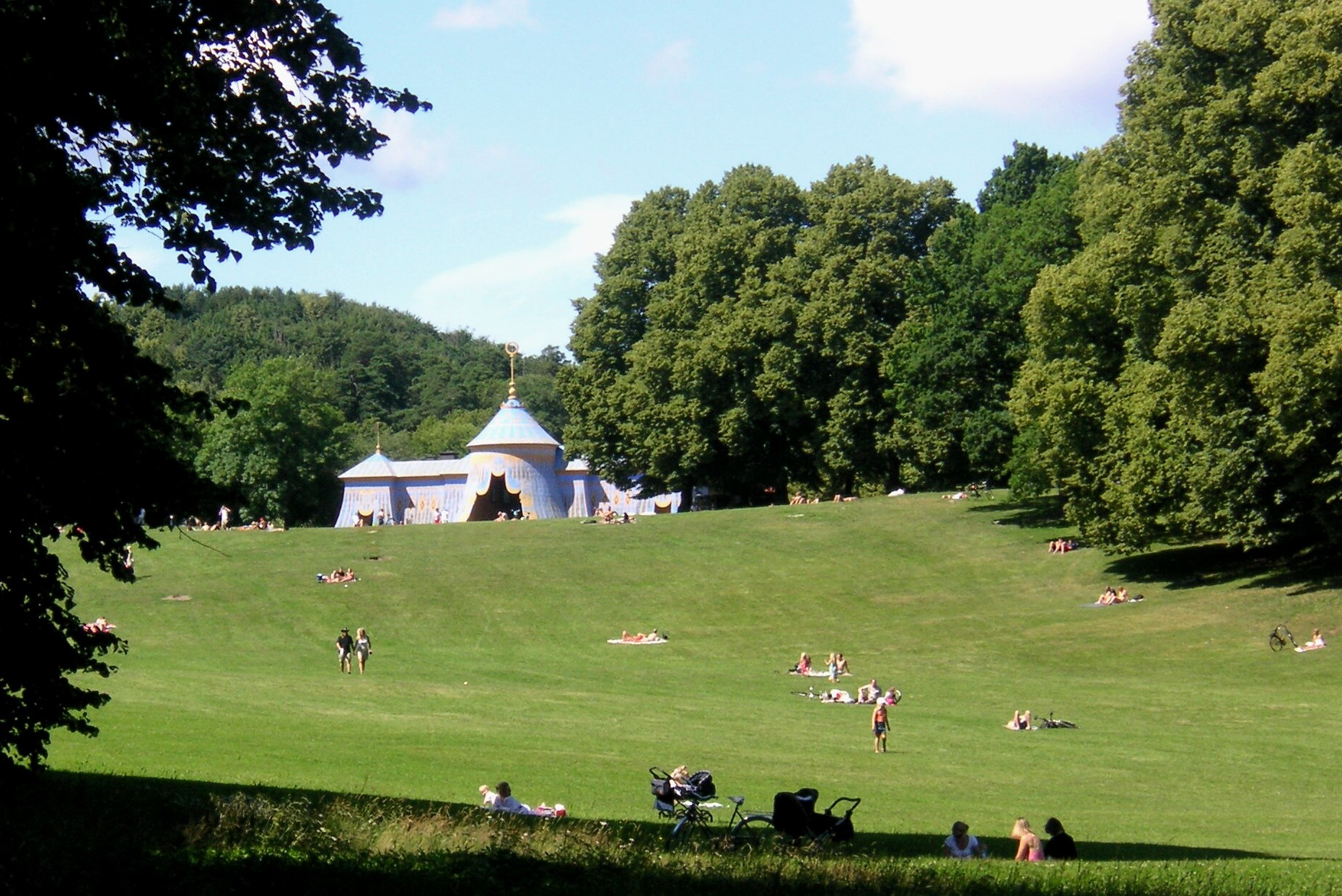
Hagaparken med Koppartälten

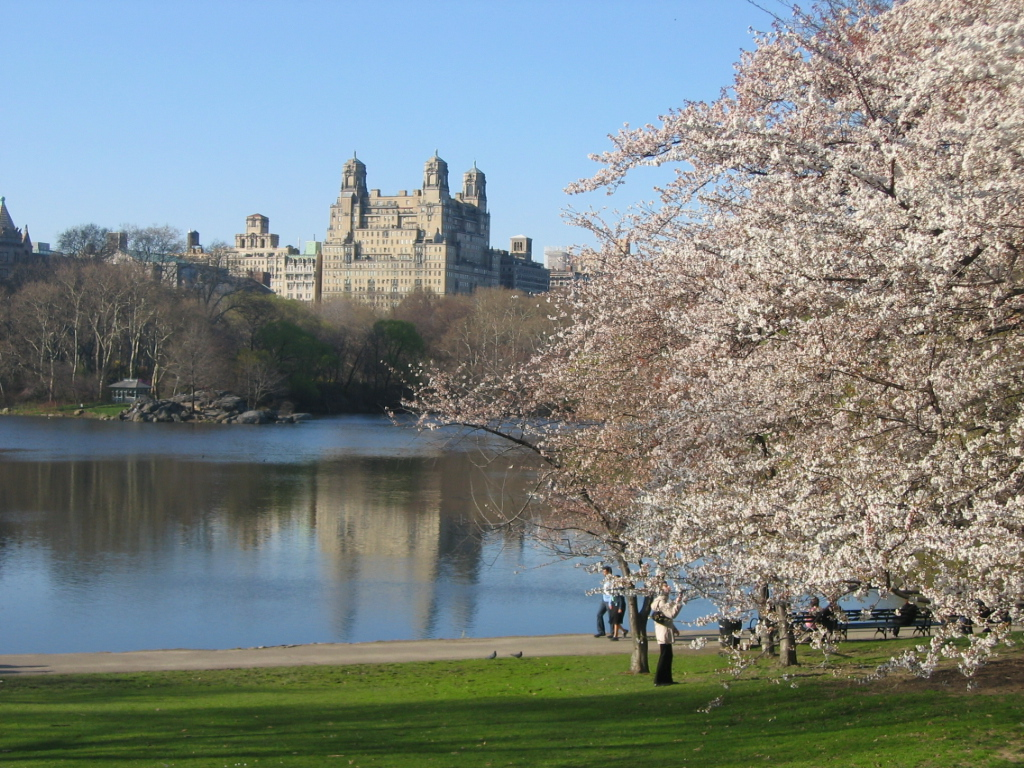
Central Park i New York

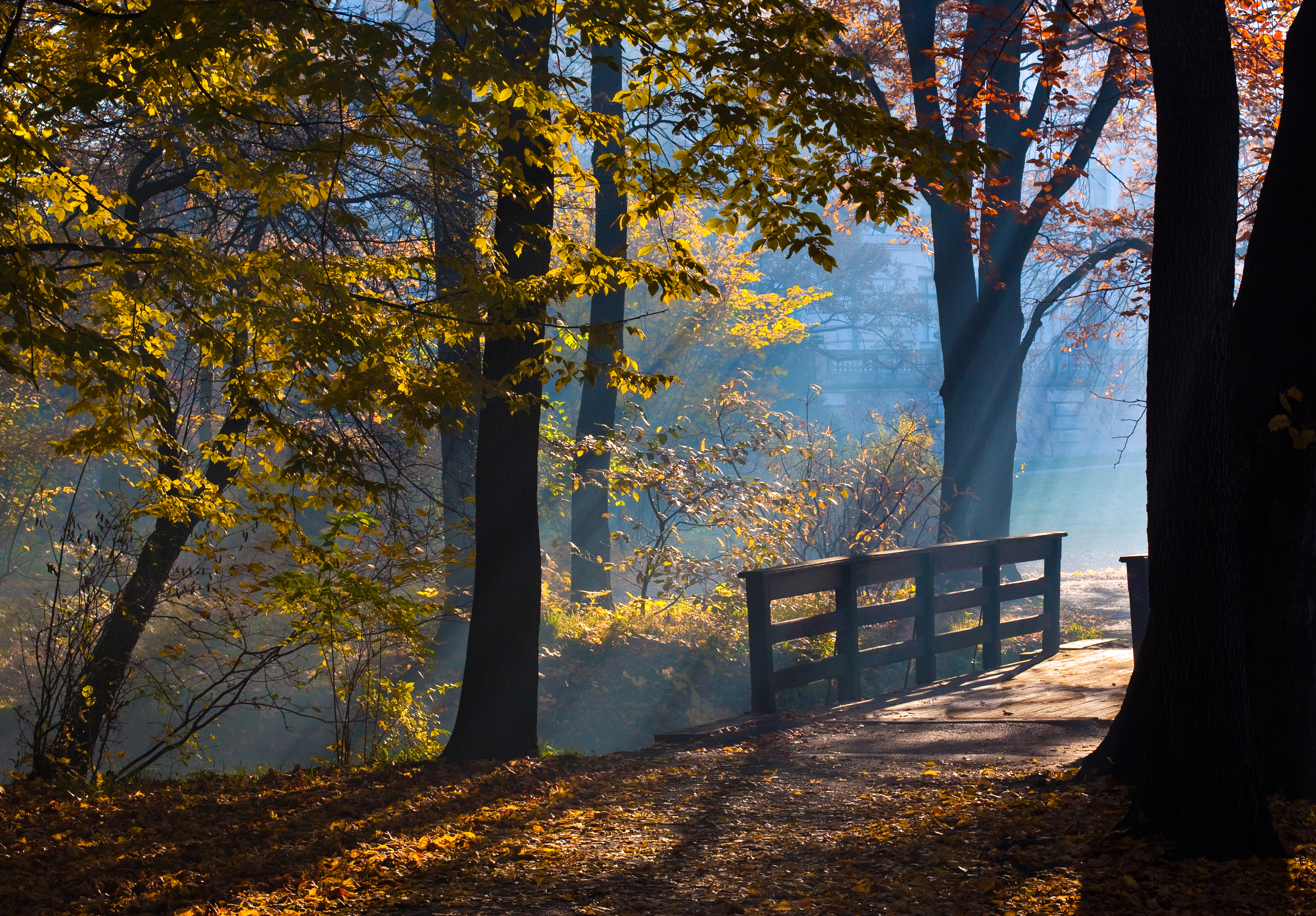
Historiska slottsparken i Pszczyna i Schlesien, Polen

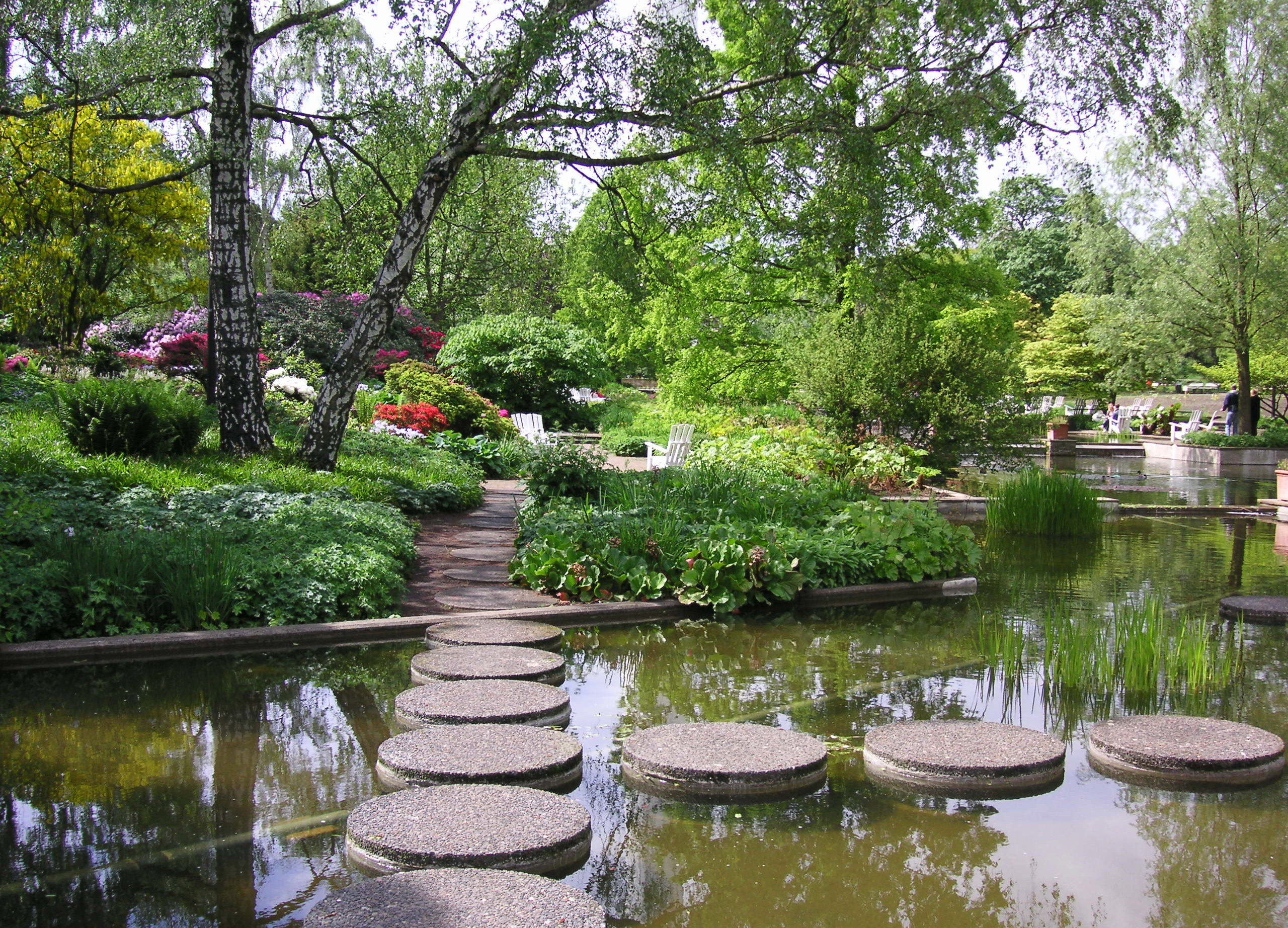
Planten un Blomen i Hamburg.

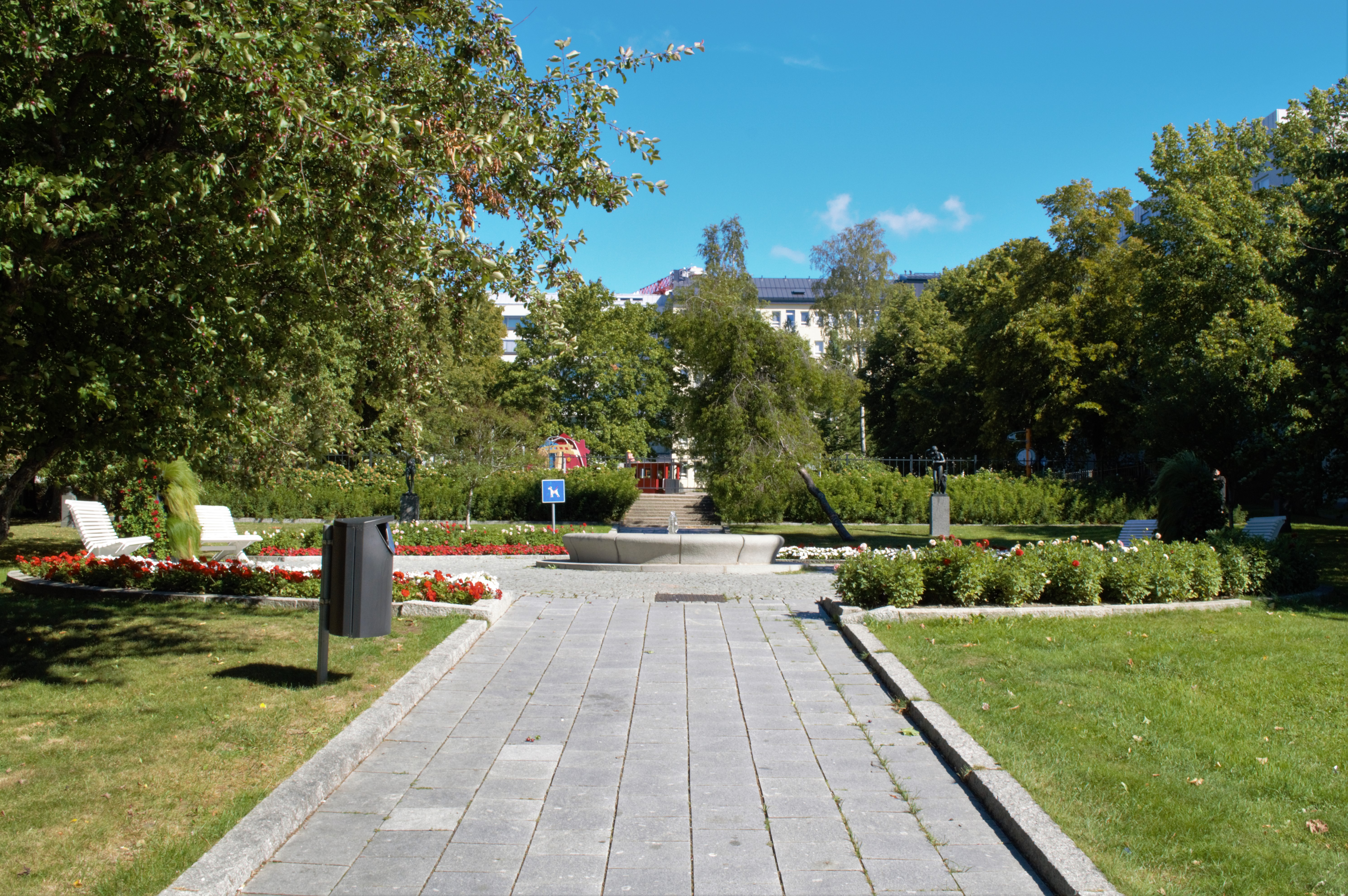
Setterbergparken i Vasa.

En park är en privat eller offentlig anläggning för rekreation, med tillrättalagd natur. I en park kan ingå även sjöar, kanaler, skulpturer, paviljonger, trädgårdar, växthus, orangerier eller andra byggnadsverk. Benämningen park kan användas för grönområde och förekommer i ord som slottspark, kronopark, folkpark, skogspark eller nationalpark. En offentlig park är öppen för allmänheten och avsett för rekreation och förströelse. Anläggandet av parker studeras inom till exempel hortikultur, och finns i olika former, exempelvis Botanisk trädgård, barockparken och engelska parken.

## Parker i urval

### Danmark
- Kongens Have i Köpenhamn

### Frankrike
- Jardin du Luxembourg i Paris

### Norge
- Frognerparken i Oslo
- Studenterlunden i Oslo
- Slottsparken i Oslo

### Spanien
- Parc Güell i Barcelona

### Storbritannien
- Hyde Park i London

### Sverige
- Alnarpsparken i Lomma
- Bellevueparken i Stockholm
- Drottningholms slottspark, Ekerö kommun
- Engelska parken i Uppsala
- Göteborgs botaniska trädgård
- Hagaparken i Solna kommun
- Humlegården i Stockholm
- Kronobergsparken i Stockholm
- Kungsparken i Malmö
- Kungsträdgården i Stockholm
- Pildammsparken i Malmö
- Rålambshovsparken i Stockholm
- Slottsskogen i Göteborg
- SLU Kunskapsparken i Uppsala
- Stadsparken i Lund
- Stadsparken i Trelleborg
- Stadsträdgården, Uppsala
- Trädgårdsföreningen, Göteborg
- Trädgårdsföreningen, Linköping
- Vasaparken i Göteborg

### Tyskland
- Tiergarten i Berlin
- Planten un Blomen i Hamburg

### USA
- Central Park i New York